# Флорјан при Горњем Граду
Флорјан при Горњем Граду (словен. Florjan pri Gornjem Gradu) је насељено место у општини Горњи Град, Савињска регија, Словенија.

## Историја
До територијалне реорганизације у Словенији био је у саставу старе општине Мозирје.

## Становништво
У попису становништва из 2011. године Флорјан при Горњем Граду је имао 185 становника.
| Број становника према пописима | Број становника према пописима | Број становника према пописима |
| ------------------------------ | ------------------------------ | ------------------------------ |
| 1991                           | 2002                           | 2011                           |
| 198                            | 189                            | 185                            |

Напомена: До 1953. исказивано под именом Свети Флорјан.